# 14-1-brief
De aanduiding 14-1-brief wordt gehanteerd in het Nederlandse vreemdelingenrecht voor een verzoek door of namens een vreemdeling gericht tot de verantwoordelijke minister of staatssecretaris om een verblijfsvergunning wegens "schrijnende" omstandigheden. 
Een dergelijk verzoek kan bijvoorbeeld worden ingediend indien een asielaanvraag was afgewezen en er ook geen zicht bestaat op het verwerven van een reguliere verblijfsvergunning (dat wil zeggen op andere dan asielgerelateerde gronden), terwijl wegens de situatie van betrokkene desalniettemin op minder specifieke humanitaire gronden het verstrekken valt te overwegen.
Een verblijfsvergunning die wordt verleend naar aanleiding van een 14-1-brief is een reguliere verblijfsvergunning op grond van schrijnendheid en wordt ook wel aangeduid als "vergunning conform beschikking Minister" of "vergunning wegens onvoorziene omstandigheden". 

## Achtergrond
De bedoeling van het verlenen van een verblijfsvergunning naar aanleiding van een 14-1-brief is het bieden van een vangnet voor zaken, die onvoldoende aanknopingspunten bieden voor het verlenen van een verblijfsvergunning asiel of regulier (met een bepaalde beperking, zoals bij het ondergaan van een medische behandeling: dan mag degene aan wie vergunning is verleend niet werken of studeren tijdens het verblijf in Nederland), maar waarbij dan een onthouden van een verblijfstitel naar het oordeel van de minister of staatssecretaris een schrijnende situatie zou opleveren, gezien het geheel van feiten en omstandigheden van de betreffende vreemdeling.
De benaming 14-1-brief voor het aanvragen van een dergelijke verblijfsvergunning is ontleend aan een toespraak van de toenmalige minister van Vreemdelingenzaken Hilbrand Nawijn, op dat moment demissionair na de val van het kabinet-Balkenende I op 14 januari 2003 tijdens een manifestatie op een actiedag van VluchtelingenWerk Nederland. Daar deed hij de toezegging gebruik te zullen maken van zijn ministeriële discretionaire bevoegdheid om "in zeer bijzondere gevallen" alsnog een verblijfsvergunning te verlenen aan personen aan wie eerder geen verblijfsvergunning was toegekend.
Daarmee werd gedacht iets te kunnen doen aan de slepende kwestie van ongeveer 10.000 uitgeprocedeerde asielzoekers die door de strengere regels van de nieuwe Vreemdelingenwet 2000 op straat dreigden te worden gezet. 
Eerder bleek na Kamervragen dat Nawijn voorheen slechts drie keer zijn ministeriële bevoegdheid gebruikt had. Eduard Nazarski, de toenmalige directeur van VluchtelingenWerk beloofde Nawijn bij die gelegenheid dat hij honderden, zo niet duizenden brieven van "schrijnende gevallen" bij de post kon verwachten.

## 'Schrijnend'
Of er in het geval van de verzoeker inderdaad omstandigheden aanwezig zijn die aanleiding geven om aan diegene een "vergunning schrijnend" te verlenen, werd aan de verantwoordelijke minister of staatssecretaris overgelaten. Een limitatieve opsomming van wèlke factoren een rol zouden kunnen spelen bij die beoordeling is er niet. De afdeling rechtspraak van de Raad van State heeft op 21 december 2006 in een belangrijke uitspraak bepaald dat de minister géén nader omschreven beleid hoeft te formuleren, maar dat deze ter voorkoming van willekeur en rechtsonzekerheid wel inzicht moet verschaffen omtrent welke op de feiten van het geval betrokken overwegingen dan hebben geleid tot het standpunt dat er geen sprake zou zijn van een schrijnend geval.
Na deze uitspraak heeft de minister op 21 februari 2007 in een brief aan de Tweede Kamer aangegeven hoe bepaalde factoren wegen. 
Uit die brief van 21 februari 2007 blijkt dat er sprake moet zijn van een samenstel van unieke omstandigheden, die specifiek op de betreffende persoon van toepassing zouden zijn. Omstandigheden die duiden op integratie in de Nederlandse samenleving – zoals bijvoorbeeld de beheersing van de Nederlandse taal of het hebben afgerond van een opleiding in Nederland – zijn in dit kader onvoldoende onderscheidend en leiden op zichzelf niet tot verblijfsaanvaarding. 
Alhoewel een verblijf langer dan vijf jaar in Nederland als minimum wordt gehanteerd wordt daaraan geen zelfstandige betekenis toegekend: er dienen bijkomende "klemmende redenen van humanitaire aard" te zijn. 
Voorbeelden daarvan zijn ernstige medische problemen, met name indien daarbij kinderen zijn betrokken (zieke kinderen of kinderen van zieke ouders). Deze reden weegt zwaarder indien het kind of de kinderen in Nederland zijn geboren, of ernstige medische problemen waardoor betrokkene niet zonder medische overdracht of medische begeleiding Nederland kan verlaten en vertrek daardoor zeer moeilijk te realiseren zal zijn. Daarbij wordt dan tevens gelet op de mogelijkheid van noodzakelijke ononderbroken zorg in het land van herkomst.
Redenen kunnen ook worden ontleend aan perioden van rechtmatig of quasi-rechtmatig verblijf in Nederland (uitstel van vertrek, verblijf op grond van een verblijfsvergunning), overlijden in Nederland van een gezinslid van de betrokken vreemdeling, met name wanneer met medische bewijsstukken aangetoond kon worden dat ernstig psychisch lijden hiervan het gevolg is. 
Verder is er de situatie waarin een belangrijk deel van het gezin van vreemdeling wél is toegelaten, maar deze zelf niet.
Ook aan een dreigende scheiding tussen de vreemdeling en diens kind(eren) kan een reden worden ontleend, alsook aan gender-gerelateerde aspecten, met name eerwraak en huiselijk geweld.
Bij de beoordeling zullen er echter ook contra-indicaties in de beoordeling worden betrokken: het niet meewerken aan terugkeer of verwijdering en aspecten van openbare orde (criminele antecedenten; toepassing van Artikel 1F Vluchtelingenverdrag en de nationale veiligheid).

## Toestroom
De toezegging op 14 januari 2003 leidde tot een enorme toestroom van verzoeken, mede doordat er zich in Nederland nog zeer vele asielzoekers verbleven die veelal reeds waren uitgeprocedeerd of nog kampten met moeilijk te bewijzen gronden waaraan een toekenning van asiel kon worden ontleend. 
Minister Nawijn en zijn opvolgster Rita Verdonk ontvingen in de maanden na de toezegging ruim 19.000 brieven met het verzoek om een verblijfsvergunning. Die overstelpende belangstelling veroorzaakte allerlei procedurele en praktische problemen. Om die reden zond Verdonk op 18 maart 2005 een brief aan de Tweede Kamer, waarin zij aankondigde deze praktijk te zullen beëindigen. 
Brieven die na die datum waren geschreven, zouden voortaan worden aangemerkt als een "onvolledige aanvraag".
Sinds die datum 18 maart 2005 wordt eerst bepaald of het een asiel- dan wel een reguliere aanvraag betreft. Indien er in het verzoek te veel asielgerelateerde omstandigheden worden aangevoerd, wijst de minister of staatssecretaris de betreffende vreemdeling op de mogelijkheid een hernieuwde asielaanvraag (HASA) in te dienen. In andere gevallen zal deze een hersteltermijn van drie weken stellen waarbinnen er dan een aanvraag om een reguliere verblijfsvergunning dient te worden ingediend bij het IND.

## Voetnoten
1. ↑   VluchtelingenWerk: asielbeleid door ondergrens gezakt; Straks komt dat gezin tussen de junks terecht, in dagblad Trouw, 15 januari 2003, pag. 8